# Jan Nolet de Brauwere van Steeland
Johannes Carolus Hubertus (Jan) Nolet de Brauwere van Steeland (Rotterdam, 23 februari 1815 – Vilvoorde, 21 juni 1888) was een Nederlandse dichter, schrijver en literair criticus.

## Levensloop
Nolet de Brauwere van Steeland werd geboren in Rotterdam in de katholieke familie van de jeneverstokers Nolet (van Schiedam). De uit Brugge afkomstige Jan Lucaszn Nolet (1634-1702) had in 1694 een jeneverdistilleerderij opgericht in de Boterstraat in Schiedam.
Na de vroege dood van Jans vader, Hubertus-Sigismundus Nolet (1788-1818), hertrouwde de weduwe Elisabeth-Josina Blankenheym (1791-1877) in 1820 met Pieter de Brauwere (van Steeland) (1781-1855) uit Nieuwpoort en verhuisde het paar in 1825 naar de Zuidelijke Nederlanden. De naam van Jan werd uitgebreid tot Nolet de Brauwere van Steeland. Hij volbracht zijn humaniorastudies in Doornik en in Brugge. Van 1832 tot 1838 studeerde hij rechten aan de Rijksuniversiteit Gent en werd er opgenomen in de vriendenkring van Jan Frans Willems. Daarna studeerde hij nog aan de Katholieke Universiteit Leuven bij kanunnik Jan Baptist David (Lier 1801 - Leuven 1866), promotor van de Vlaamse literaire beweging, met wie hij grote vriendschap sloot.
Zijn episch-lyrisch gedicht Ambiorix (Brussel, 1841, in-8°,101 p.) bezorgde hem in 1842 de titel van doctor honoris causa van de Leuvense Alma Mater.
Hij schreef nog meer epische gedichten en werd lid van het Brussels Taal- en Letterkundig Genootschap en voorzitter van het Taalverbond. Op 7 mei 1849 werd hij benoemd tot geassocieerd lid van de Koninklijke Academie van België en in 1856 werd hij een buitenlands lid van de Berlinische Gesellschaft für deutsche Sprache. Hij was ook een van de eerste 18 leden van de in 1886 opgerichte Koninklijke Vlaamsche Academie voor Taal- en Letterkunde (nu Koninklijke Academie voor Nederlandse Taal- en Letterkunde).
Nolet woonde al sinds zijn tiende jaar in België maar heeft nooit afstand gedaan van de Nederlandse nationaliteit. Hij wilde niets te maken hebben met de toenmalige politieke strijd die in 1830 leidde tot de scheuring in de Nederlanden en de vorming van België. Hij sprak of schreef nooit een woord ten gunste van de ene of de andere partij. Vanaf zijn huwelijk in 1844 tot 1878 woonde hij in Brussel. Zijn laatste levensjaren bracht hij door in Vilvoorde, waar hij stierf op 21 juni 1888. Bijna honderd jaar na zijn dood, in 1975, werd zijn bibliotheek aan KU Leuven Bibliotheken geschonken. Zijn verzameling was niet bijzonder uitgebreid, maar bevatte enkele zeldzame drukken.
Zijn betekenis ligt in zijn strijd voor het behoud van het Nederlands, over de landsgrenzen heen. Hij was met name een tegenstander van taalparticularisme en van verfransing in Vlaanderen, maar ook van verduitsing in Nederland. Hij uitte zijn overtuigingen in polemische en soms zeer heftige geschriften, onder meer in een reeks schimpschriften tegen wat hij het West-Vlaamse taalparticularisme noemde.

## De familiezaak
Zijn vader, Hubert S. Nolet, was geassocieerd met zijn schoonvader, Carolus Jacobus Blankenheym (1767-1835), burgemeester (1813) van Rotterdam, wiens familie al sinds 1714 in Rotterdam een distilleerderij bezat. Zij richtten Blankenheym & Nolet op in 1814. Na de vroegtijdige dood van Hubertus S. Nolet, zette de weduwe, E. Blankenheym, de zaak voort, bijgestaan door Pieter de Brauwere van Steeland. In 1846 erfde de schrijver een exploitatievergunning, maar maakte er geen gebruik van. Zijn zoon, Charles (1847-1907), en vervolgens zijn kleinzoon, Carl-Yvon (1896-1967) namen de zaak over. Na Carl-Yvon zetten Hugues (1929-2006) en zijn kleinzoon, Gilles Nolet de Brauwere van Steeland, de zaak voort onder de naam "C. I. Nolet & C° (CINOCO) en "Palais du Vin". Het familiebedrijf is vandaag de dag nog steeds actief. Het geslacht gaat terug tot Kortrijk in het begin van de zeventiende eeuw .

## Publicaties

### Dichtwerk
- Naomi, epos (1841)
- Ambiorix, epos (1842)
- Dichtluimen (1842)
- Ernst en Boert (1847)

### Polemische oden en satirische dichtstukken
- Aan de Germanen (1847)
- Het Pausdom (1860)
- De Begenadigde (1866)
- Hannover (1868)
- Onno Klop (1868)
- Napoleon (1870)
- Hohenzollernlegende (1870)

### Proza met zijn antiliberale opvattingen
- Achteruit (1852)
- Vrijheid, Gelijkheid, Broederlijkheid (1853)
- Constitutiekeuken (1856)
- Vooruitgang (1858)
- Maatschappelijke toekomstbeelden (1867)
- Het Communisme in zijn vroegere en latere vormen (1871)

### Pamfletten tegen het West-Vlaamse taalparticularisme
- Epistel aan den Heer L. L. De Bo (1874)
- Nederlandsch contra West-Vlaamsche Taalparticularisterij (1874)
- Pieswieswiesje (1874)
- Notice sur le particularisme linguistique flamand de la Flandre Occidentale (1874)

### Ander prozawerk
- Geschiedenis van het Joodse volk, schoolboek (1835)
- Een reisje in het Noorden, reisverslag (1843)
- Het Groote Dietsche Vaderland (1857)
- Je maintiendrai (1867)
- De beide Nederlanden (1869)

### Verzameld werk
Nolet bezorgde zelf de uitgave van zijn verzamelde werken, als volgt:
- Gedichten 1839-1859 (1859)
- Gedichten 1860-1870 (1871)
- Proza 1843-1873 (1873)
- Poezij en proza 1874-1877 (1877)
- Poezij en lettercritiek 1878-1884 (1885)